# Barry Setterfield
Barry Setterfield, född 15 april 1942, är en kreationist från Australien.
Setterfield uppfann "c-sönderfall", idén att ljusets hastighet avtar exponentiellt med tiden, vilket ska förklara hur jorden ska kunna vara mindre än 10 000 år gammal. Detta har förkastats av det vetenskapliga samfundet, och även av andra kreationister, som till exempel Answers in Genesis.